# Třída Clurit
Třída Clurit (KCR-40) je třída raketových člunů indonéského námořnictva. Celkem bylo postaveno osm jednotek této třídy. 
Z tohoto typu byly odvozeny hlídkové lodě třídy Pari (PC-40) (nenesou protilodní střely) a dále oceánské hlídkové lodě Bintang Laut (4801) a Singha Laut (4802), mající o 5 metrů prodloužený trup.

## Stavba
Třídu vyvinula indonéská loděnice PT Palindo v Batamu. V letech 2011–2014 bylo postaveno celkem osm jednotek. První čtyřkusovou sérii (641–644) dokončila mezi dubnem 2011 a prosincem 2013 loděnice PT Palindo. Druhá čtyřkusová série byla předána v září 2014. Stavbu provedly loděnice PT Palindo (645–647) a PT Citra (648) v Batamu.
Jednotky třídy Clurit:
| Jméno              | Spuštěna       | Vstup do služby | Status  |
| ------------------ | -------------- | --------------- | ------- |
| KRI Clurit (641)   | 28. dubna 2011 | 25. dubna 2011  | aktivní |
| KRI Kujang (642)   |                |                 | aktivní |
| KRI Beladau (643)  |                | 25. ledna 2013  | aktivní |
| KRI Alamang (644)  |                |                 | aktivní |
| KRI Parang (645)   |                | 27. září 2014   | aktivní |
| KRI Siwar (646)    |                | 27. září 2014   | aktivní |
| KRI Surik (647)    |                | 27. září 2014   | aktivní |
| KRI Terapang (648) |                | 27. září 2014   | aktivní |

## Konstrukce

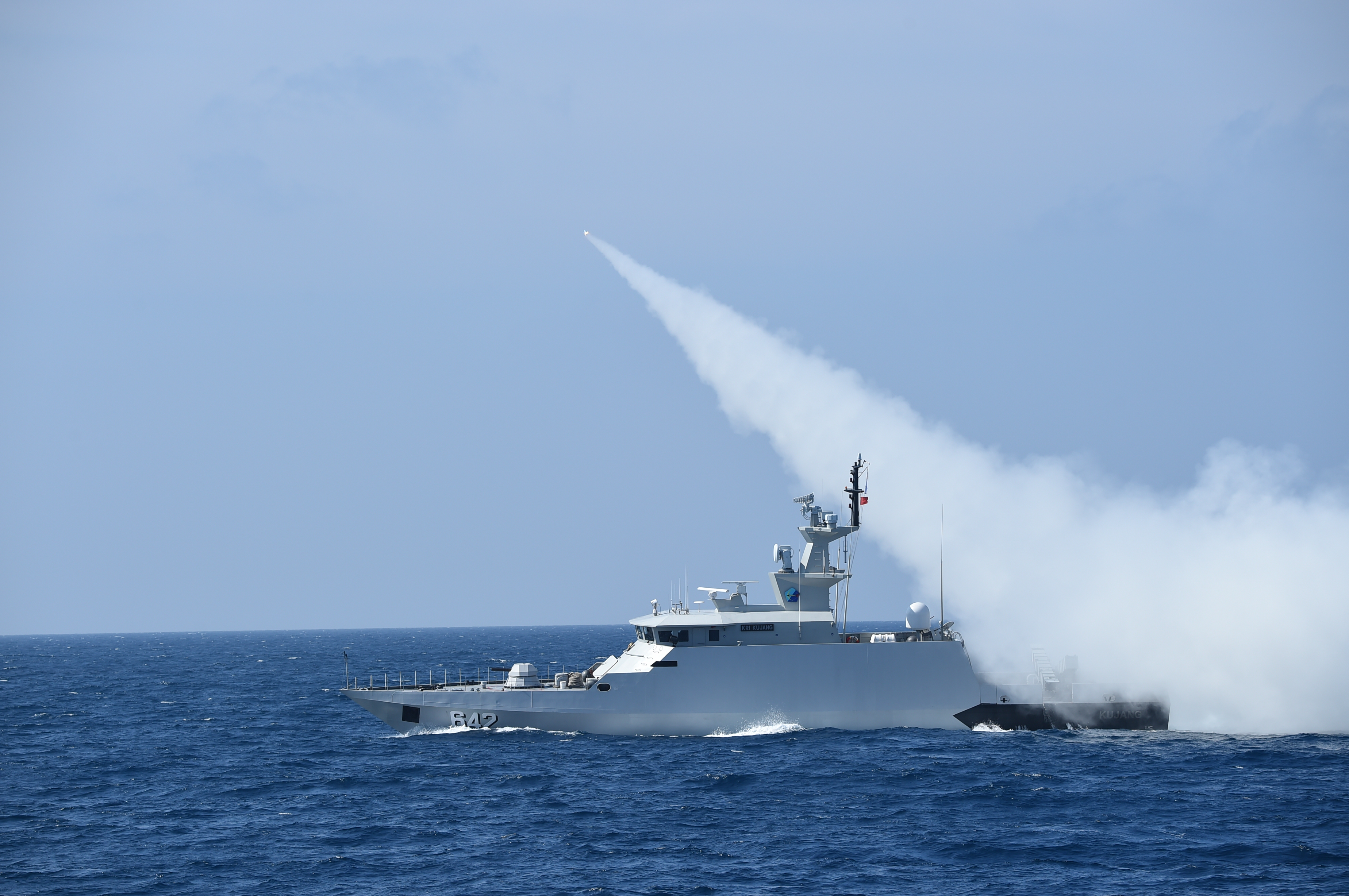
KRI Kujang (642) vypouští protilodní střelu C-705

Čluny mají ocelový trup a hliníkové nástavby. Jsou vyzbrojeny jedním 30mm kanónem AK-630, dvěma 20mm kanóny a dvěma čínskými protilodními střelami C-705 s dosahem 120 km. Pohonný systém tvoří dva diesely pohánějící dva lodní šrouby. Nejvyšší rychlost dosahuje 30 uzlů.